# Doaresoajvve
Doaresoajvve är ett naturreservat i Jokkmokks kommun i Norrbottens län.
Området är naturskyddat sedan 2013 och är 2,5 kvadratkilometer stort. Reservatet omfattar berget med detta namn och består av gammal barrskog. 